# Saxifraga × anglica
Saxifraga x anglica es una planta herbácea de la familia de las saxifragáceas.

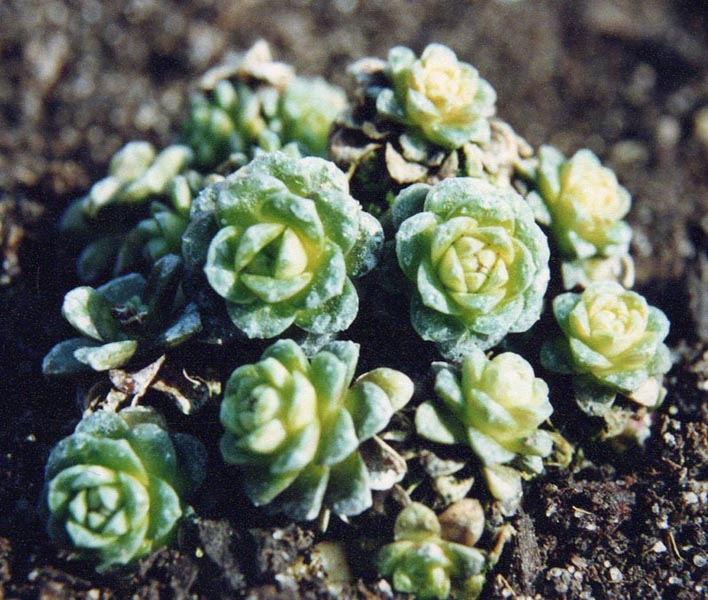
Saxifraga 'Pearl rose'

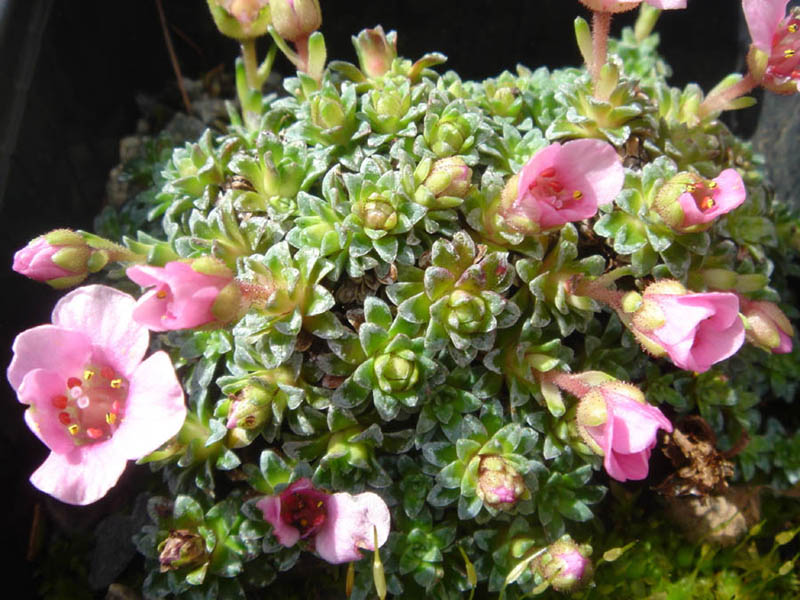
Saxifraga × anglica 'Beryl'

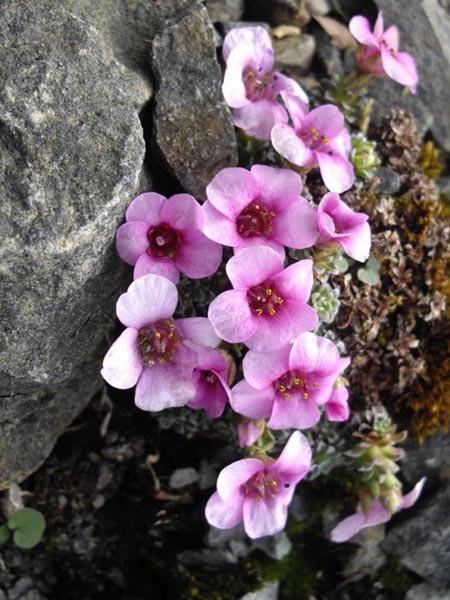
Saxifraga 'Myra'

Es un híbrido compuesto por las especies Saxifraga aretioides. Saxifraga lilacina y Saxifraga media.

## Taxonomía
Saxifraga x anglica fue descrita por Horný, Soják & Webr y publicado en Skalniky 1974: 26 1974.
Etimología
Saxifraga: nombre genérico que viene del latín saxum, ("piedra") y frangere, ("romper, quebrar"). Estas plantas se llaman así por su capacidad, según los antiguos, de romper las piedras con sus fuertes raíces. Así lo afirmaba Plinio, por ejemplo.
anglica: epíteto geográfico que alude a su localización en Inglaterra.
Cultivares
- Saxifraga x anglica 'Amberglow'
- Saxifraga x anglica 'Amberine'
- Saxifraga x anglica 'Arthur'
- Saxifraga x anglica 'Aubrey Prichard'
- Saxifraga x anglica 'Beryl'
- Saxifraga x anglica 'Christine'
- Saxifraga x anglica 'Clare'
- Saxifraga x anglica 'Cranbourne'
- Saxifraga x anglica 'Delight'
- Saxifraga x anglica 'Felicity'
- Saxifraga x anglica 'Flamenco'
- Saxifraga x anglica 'Grace Farwell'
- Saxifraga x anglica 'Harlow Car'   	?
- Saxifraga x anglica 'Jan Amos Komenský'
- Saxifraga x anglica 'Jan Hus'
- Saxifraga x anglica 'Myra'
- Saxifraga x anglica 'Myra Cambria'
- Saxifraga x anglica 'Pearl Rose'
- Saxifraga x anglica 'Peggy Eastwood'
- Saxifraga x anglica 'Quarry Wood'
- Saxifraga x anglica 'Seville'
- Saxifraga x anglica 'Sunrise'
- Saxifraga x anglica 'Sunset'
- Saxifraga x anglica 'Trunio'
- Saxifraga x anglica 'Winifred'
- Saxifraga x anglica 'Brenda Prichard'
- Saxifraga x anglica 'Brilliant'
- Saxifraga x anglica 'Desire'
- Saxifraga x anglica 'Elysium'
- Saxifraga x anglica 'Exquisite'
- Saxifraga x anglica 'Prichard's Glorious'
- Saxifraga x anglica 'Priory Jewel'
- Saxifraga x anglica 'Sparkling'
- Saxifraga x anglica 'Valerie Keevil'
- Saxifraga x anglica 'W Reeves'
- Saxifraga x anglica 'Cerise Gem'
- Saxifraga x anglica 'Cerise Queen'
- Saxifraga x anglica 'Serpellana'